# Singles (Puy-de-Dôme)
Singles é uma comuna francesa na região administrativa de Auvérnia-Ródano-Alpes, no departamento Puy-de-Dôme. Estende-se por uma área de 21,4 km². Em 2010 a comuna tinha 168 habitantes (densidade: 7,9 hab./km²).